# Język xârâcùù
Język xârâcùù, także canala – język austronezyjski używany w regionie Canala w południowej Nowej Kaledonii. Według danych z 2009 roku posługuje się nim ok. 6 tys. osób.
Odnotowano pewne zróżnicowanie wewnętrzne (dotyczące leksyki i cech wymowy). Jest w znacznym stopniu wzajemnie zrozumiały z językiem haragure.
Pozostaje w powszechnym użyciu na poziomie regionalnym (jest wykorzystywany w edukacji i kontaktach domowych) i należy wręcz do najlepiej zachowanych spośród języków Kanaków. Znany jest też język francuski. Rodzime określenie języka to nââ Xârâcùù.
W języku xârâcùù występuje piątkowy (kwinarny) system liczbowy.
Badaniem tego języka zajmowała się m.in. Claire Moyse-Faurie. Został opisany w postaci słowników (1975, 1989)   i opracowania gramatycznego (1995). Wypracowano ortografię na bazie alfabetu łacińskiego.